# Věra Čáslavská
Věra Čáslavská, provdaná Věra Odložilová (3. května 1942 Praha – 30. srpna 2016 Praha) byla česká sportovní gymnastka, trenérka a sportovní funkcionářka, reprezentantka Československa, sedminásobná olympijská vítězka, čtyřnásobná mistryně světa, jedenáctinásobná mistryně Evropy a čtyřnásobná Sportovkyně roku Československa. Po sametové revoluci byla v letech 1990–1996 předsedkyní Československého olympijského výboru a v letech 1995–2001 také členkou Mezinárodního olympijského výboru.
Spolu s Ruskou Larisou Latyninovou je jednou ze dvou gymnastek historie, kterým se podařilo získat zlaté medaile ve víceboji na dvou po sobě jdoucích olympijských hrách. Zlato z víceboje také vyhrála na Mistrovství světa v roce 1966 a Mistrovství Evropy 1965 a 1967. Přes čtyřicet let již drží mezi gymnasty rekord v absolutním počtu individuálních zlatých olympijských medailí. V letech 1964–1968 nebyla na velkém závodu ve víceboji poražena.

## Životopis

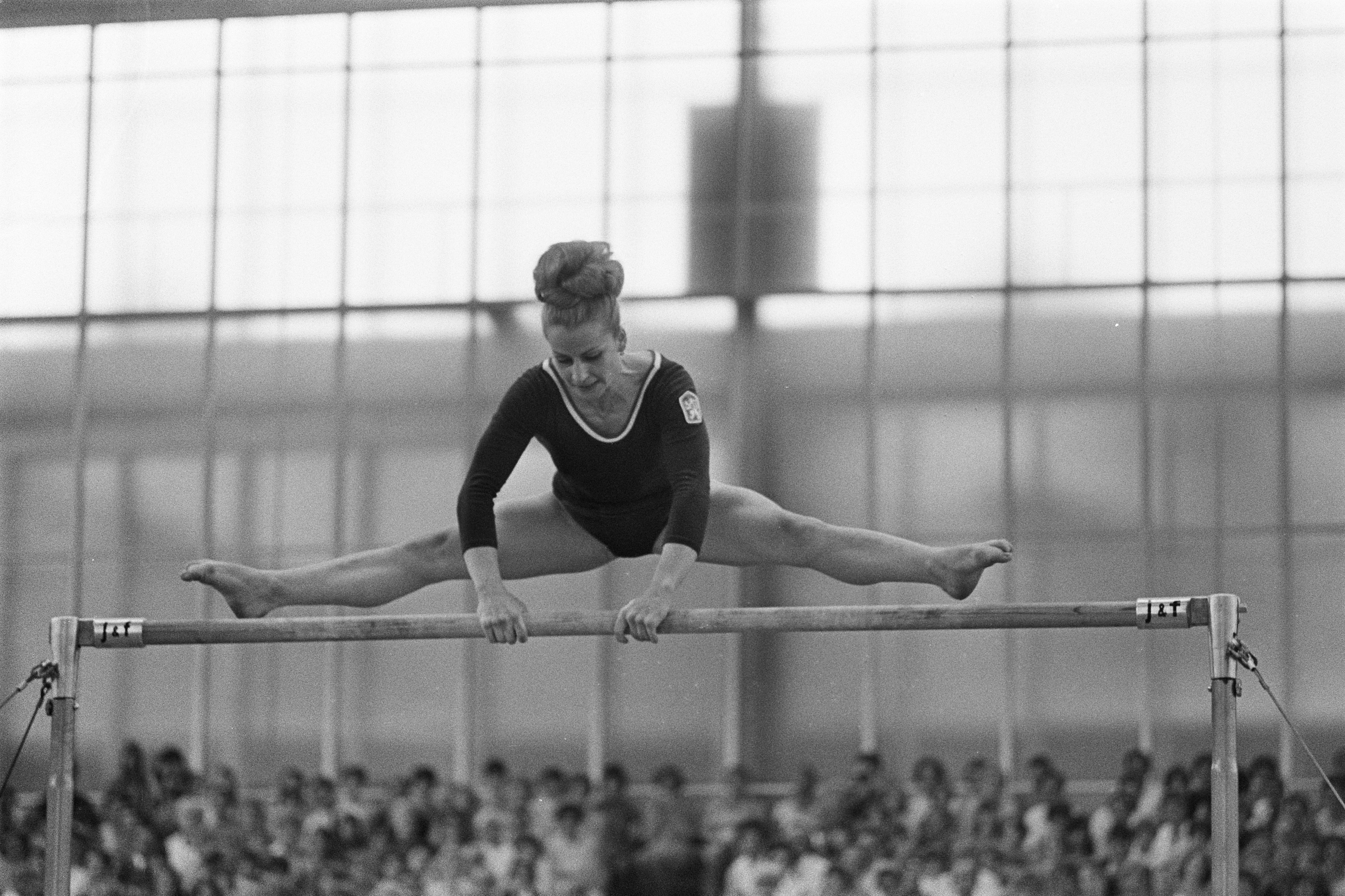
Věra Čáslavská, sestava na bradlech, Mistrovství Evropy 1967

Narodila se v Karlíně. Od dětství se věnovala baletu a krasobruslení. V roce 1957 v necelých 15 letech se setkala s Evou Bosákovou a začala pod jejím vedením trénovat gymnastiku. V témže roce vyhrála gymnastické mistrovství republiky dorostenek i juniorek. V roce 1958 na mistrovství světa ve sportovní gymnastice v Moskvě obsadily československé gymnastky v soutěži družstev druhé místo, ve víceboji jednotlivců skončila Čáslavská osmá. Téhož roku obsadila na mistrovství Československa druhé místo za Bosákovou. O rok později (1959) Čáslavská získala na mistrovství Evropy v Krakově svou první zlatou medaili za cvičení na kladině a stříbrnou za přeskok. V roce 1959 začala Věra Čáslavská spolupracovat s trenérem Vladimírem Prorokem, který ji vedl do olympijských her v Tokiu, po něm s trenérkou Slávkou Matlochovou.
Roku 1960 byla členkou stříbrného československého olympijského družstva na OH v Římě, v individuálních soutěžích skončila ve víceboji žen osmá a na kladině šestá.
Významný úspěch zaznamenala v roce 1962 na mistrovství světa v Praze, kde vyhrála přeskok, ve víceboji jednotlivců skončila druhá a v prostných třetí. Československé družstvo získalo stříbrnou medaili.
Dalším vrcholem její kariéry byl rok 1964, především pak Letní olympijské hry 1964 v Tokiu, kde získala zlatou medaili ve víceboji jednotlivců, v přeskoku a na kladině. Československé družstvo skončilo druhé. O rok později na mistrovství Evropy v Sofii získala pět zlatých medailí (bradla, kladina, prostná, přeskok, víceboj).
Na mistrovství světa v Dortmundu v roce 1966 zvítězila ve víceboji jednotlivců a v přeskoku, dále získala stříbrnou medaili na kladině a v prostných. V soutěži družstev pak československé gymnastky získaly zlatou medaili.
V roce 1967 na mistrovství Evropy v Amsterdamu získala zlato ve všech soutěžních disciplínách.
V roce 1968 se účastnila Letních olympijských her v Mexiku, kde získala zlato za víceboj, přeskok, bradla a prostná. Stříbro pak za kladinu a v družstvech. V průběhu těchto her se vdala za Josefa Odložila (1938–1993), českého reprezentanta v běhu, držitele stříbrné medaile na 1500 m z LOH 1964 v Tokiu. Na těchto olympijských hrách ukončila svoji sportovní kariéru. Během slavnostního ceremoniálu předání medailí gesty protestovala proti okupaci Československa, když stála společně na stupínku se sovětskou závodnicí. Během slavnostního hraní sovětské hymny otočila hlavu od soupeřky směrem do země. V témže roce byla vyhlášena nejlepší sportovkyní světa.
V roce 1969 se jí narodila dcera Radka, v roce 1974 syn Martin. Manželství s Josefem Odložilem se rozpadlo. Po sametové revoluci obdržela nabídky na místo primátorky hlavního města nebo velvyslankyně v Japonsku, ale přijala až místo poradkyně prezidenta republiky Václava Havla. Stala se také předsedkyní Československého a poté Českého olympijského výboru.
V srpnu 1993 zemřel bývalý manžel Josef Odložil po potyčce se synem Martinem. Čáslavská měla syna ve své výlučné výchově a podle informací ze soudních spisů jej vedla k nerespektování otce. Syn byl po dlouhém procesu a mediální kampani odsouzen k trestu odnětí svobody na čtyři roky, ale v roce 1997 byl osvobozen milostí Václava Havla, o kterou Čáslavská nežádala. Noviny to tehdy popsaly tak, že milost dostala především ona. Během tohoto období jí došla životní energie a v roce 1996 se začala stahovat do ústraní. Následujících deset let se téměř s nikým nestýkala a nikde nevystupovala, žila v domě s pečovatelskou službou. S depresemi se léčila v psychiatrické léčebně v Bohnicích a k nim se přidala i závislost na lécích na spaní. Později se o depresi vyjadřovala jako „o strašné věci“, kvůli které ztratila patnáct let života. V roce 2007 se začala vracet mezi lidi a pomáhat českým sportovcům.
V létě 2015 ale onemocněla karcinomem slinivky břišní, který se v létě 2016 zhoršil. Dne 30. srpna téhož roku po prohlídce v IKEMu zůstala v nemocničním zařízení a ve 21:55 na následky vleklé nemoci zemřela. Její pohřeb se konal v úzkém rodinném kruhu 8. září 2016 a ostatky byly zpopelněny v šumperském krematoriu. Oficiální rozloučení pro představitele státu, sportovce a veřejnost proběhlo 12. září 2016 v 10 hodin v historické budově Národního divadla v Praze. Rozloučení mělo formu komponovaného pořadu, který moderoval Marek Eben.

## Politická, společenská a trenérská činnost

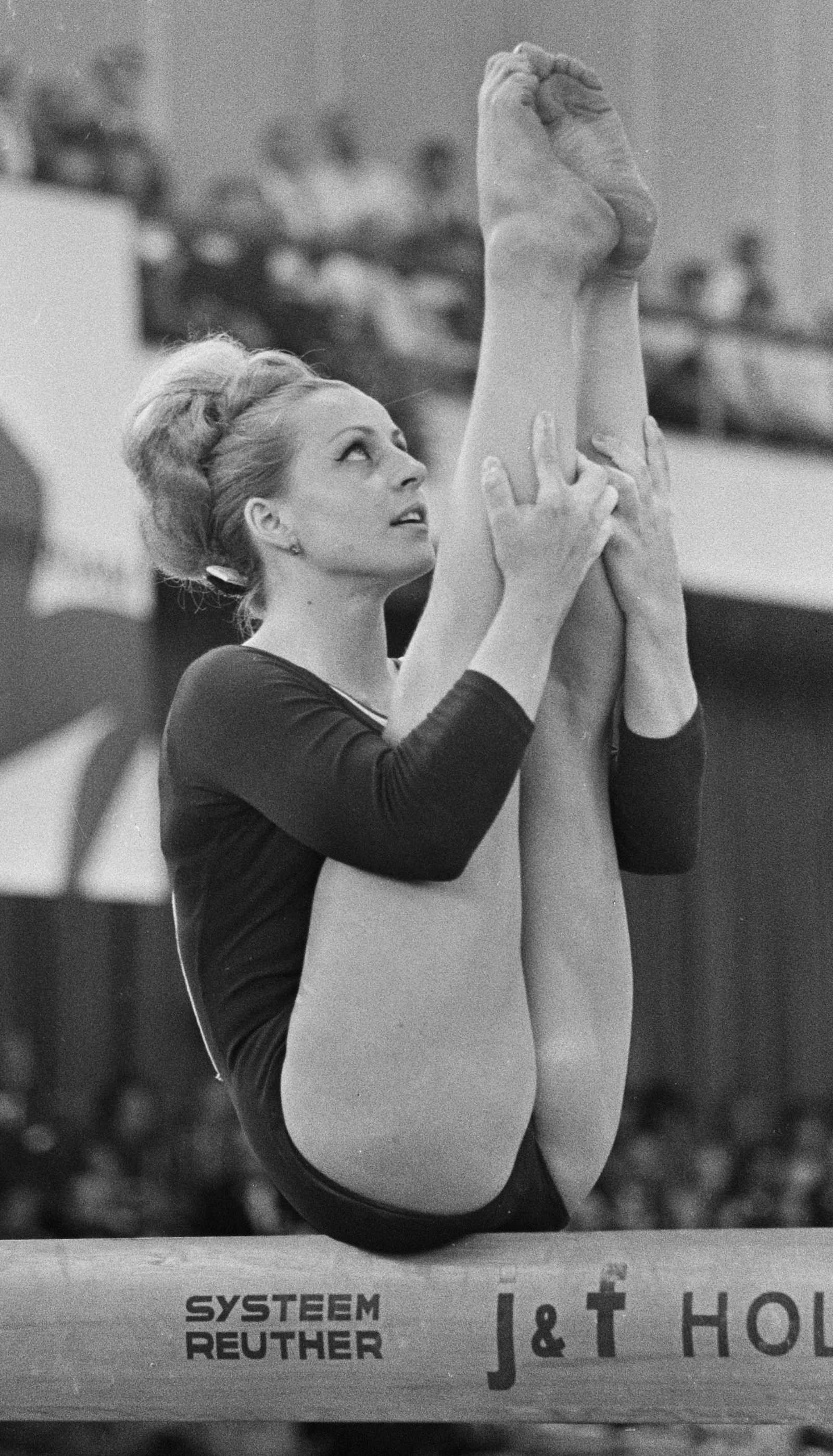
Věra Čáslavská, sestava na kladině, ME 1967

V roce 1968 se zapojila do politického života a podepsala petici Dva tisíce slov. V roce 1971 byla vyloučena z řad členů ČSTV. V roce 1974 vystudovala Fakultu tělesné výchovy a sportu Univerzity Karlovy v Praze a věnovala se trenérské činnosti. Později jí bylo dovoleno vykonávat trenérskou činnost v Mexiku (1979–1981).
V lednu 1990 se stala poradkyní prezidenta ČSR Václava Havla pro sociální otázky a pro sport, od roku 1991 pak působila jako jeho asistentka.
V letech 1990–1992 zastávala funkci předsedkyně Československého olympijského výboru a poté byla až do roku 1996 předsedkyní Českého olympijského výboru a členkou Mezinárodního olympijského výboru (1995–2001).
V prezidentských volbách v roce 2013 aktivně podpořila Karla Schwarzenberga, naopak hlasitě protestovala proti Miloši Zemanovi a Janu Fischerovi kvůli jejich bývalému členství v KSČ. V září 2015 napsala otevřený vzkaz adresovaný české veřejnosti, v němž apelovala na solidaritu a pomoc těm, kteří prchají před válkou během uprchlické krize.

## Ocenění
- 1959 Zasloužilý mistr sportu[8]
- 1962 Zasloužilý mistr sportu[8]
- 1962,1964 Čestný Fučíkův odznak[8]
- Vyznamenání Za zásluhy o výstavbu, 1964[8]
- 1965 čestné občanství města Čáslav[8]
- 1964, 1966, 1967, 1968 – Sportovec roku
- 1968 – nejlepší sportovkyně světa, druhá nejznámější žena světa
- 1989 – Cena Pierra de Coubertina, udělil Mezinárodní výbor pro fair play při UNESCO
- 1991 – uvedena do Dvorany slávy v New Yorku[9]
- 1991 – Olympijská ocenění, udělen Mezinárodním olympijským výborem
- 1995 – státní vyznamenání Medaile Za zásluhy II. stupně, udělil prezident České republiky Václav Havel
- 2010 – japonský Řád vycházejícího slunce , předal japonský velvyslanec v České republice Čikahito Harada v pražské rezidenci
- 2014 – Cena Hanno R. Ellenbogenové
- 2016 – cena Gratias Agit za šíření dobrého jména České republiky ve světě[10]

## Filmografie
- Věra 68, celovečerní dokument, režie Olga Sommerová[11]

## Zajímavosti
- Její jméno nese planetka (26986) Čáslavská (provizorní jméno 1997 VC5).[12]
- K 70. narozeninám Věry Čáslavské v roce 2012 byla vydána poštovní dopisnice s portrétem, autorem je Oldřich Kulhánek.[13]
- Ministerstvo průmyslu a obchodu a Česká pošta s.p. v roce 2017 připravili k 75. výročí narození Věry Čáslavské poštovní známku s jejím portrétem od Zdeňka Netopila a obálku dne vydání od Bohumila Šneidera.
- Podle Věry Čáslavské je pojmenována sportovní hala v Černošicích, pro kterou byla i zároveň patronka při výstavbě.